# Marrano

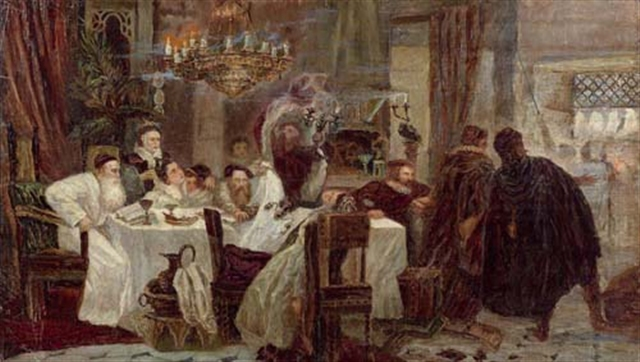
Marranos: Tajný seder ve Španělsku během doby inkvizice, 1892, Moše Maimon

Marrano (plurál Marranos nebo converse, plurál conversos) byli původně Židé žijící na Pyrenejském poloostrově, kteří, poté, co byl od roku 1492 v Španělsku a od roku 1496 i v Portugalsku judaismus zakázán, nuceně konvertovali ke křesťanství. Často byli podezříváni z toho, že nadále tajně praktikují judaismus, a z toho důvodu pronásledováni španělskou a portugalskou inkvizicí. Více než 80 % všech obětí, odsouzených k smrti španělskou a portugalskou inkvizicí, byli právě maranové.

## Etymologie
Původ pojmenování maranů není jednoznačně určen. Nejčastěji bývá odvozován ze španělského slova marrano, které znamená "prase" nebo "svině", jindy se uvažuje o původu z galicijského slovesa marrar "nutit" nebo z arabského muharram (tajný, skrytý").